# Филисе, Тауфа’ао
Тауфа’ао Филисе (англ. Taufa'ao Filise, родился 26 мая 1977 года в Малапо) — тонганский регбист, выступавший на позиции пропа; широко известен по выступлениям за клуб «Кардифф Блюз» в Кельтской Лиге (Про14) с 2005 по 2018 годы и сборную Тонга.

## Игровая карьера
Филисе окончил колледж Тупоу в Нукуалофа, карьеру игрока начал в 2000 году в новозеландском клубе «Бэй оф Пленти» в чемпионате провинций Новой Зеландии. В 2003 году он был заявлен в составе команды «Чифс» на Супер Регби, но не провёл ни матча. В 2005 году Филисе сыграл 4 матча за регбийный клуб «Блюз» в крупнейшем чемпионате Южного полушария, Супер Регби, после чего был выкуплен английским клубом «Бат» и подписал соглашение на один сезон, а на следующий год стал игроком клуба «Кардифф Блюз», дебютировав в сезоне 2006/2007 Кельтской лиги. В составе клуба он выиграл Англо-валлийский кубок сезона 2008/2009 (спонсор EDF Energy) и Европейский кубок вызова в сезоне 2009/2010. В 2012 году в очередной раз продлил свой контракт с клубом.
19 декабря 2014 года Филисе после игры против «Скарлетс» установил клубный рекорд по числу игр за команду, сыграв 183 официальных матча. За 12 сезонов Филисе всего сыграл 255 матчей, занеся 9 попыток (45 очков) и став культовым игроком среди болельщиков. Последнюю игру он провёл в Европейском кубке вызова 2017/2018, принеся своему клубу очередной трофей — в Бильбао его команда одержала победу над клубом «Глостером» 31:30 и завоевала Европейский кубок вызова.
На уровне сборной Тонга Филисе провёл всего 17 игр, попав в заявки на чемпионаты мира 2007 и 2011 годов, а также в 2004 и 2006 году выступив за сборную тихоокеанского региона «Пасифик Айлендерс». Дебютная игра состоялась против команды Фиджи 25 мая 2001 года в Нукуалофа, а последняя игра — против Японии 21 сентября 2011 года в Вангареи (в рамках чемпионата мира в Новой Зеландии). Филисе выступал и в Кубке тихоокеанских наций за сборную Тонга. В неофициальных матчах за «Пасифик Айлендерс» против клубов «Квинсленд Редс» (сборная Квинсленда) и «Уаратаз» (сборная Нового Южного Уэльса) занёс по попытке.

## После карьеры
По завершении игровой карьеры Филисе объявил, что продолжит работу в составе компании «Dragon Signs», официального спонсора клуба «Кардифф Блюз» с 2012 года. На должность его пригласила Ассоциация регбистов Уэльса (англ. Welsh Rugby Players’ Association).